# Istituto di studi storici e socio-politici
L'Istituto di studi storici e socio-politici (ISISP; in rumeno: Institutul de Studii Istorice și Social-Politice) era un istituto rumeno fondato nel 1951 con lo scopo dichiarato di scrivere la storia del movimento operaio e del Partito comunista. L'Istituto era subordinato alla Sezione di Agitazione e Propaganda del CC del Partito Comunista Rumeno. Dal suo inizio fino al 1966, è stato chiamato Istituto di storia del partito. Il primo direttore fu Constantin Pârvulescu, e dal 1961 al 1989 la posizione di direttore dell'istituto fu occupata da Ion Popescu-Puţuri. 
Fu abolito dalla decisione del governo n. 136 del 12 febbraio 1990.